# Haraga

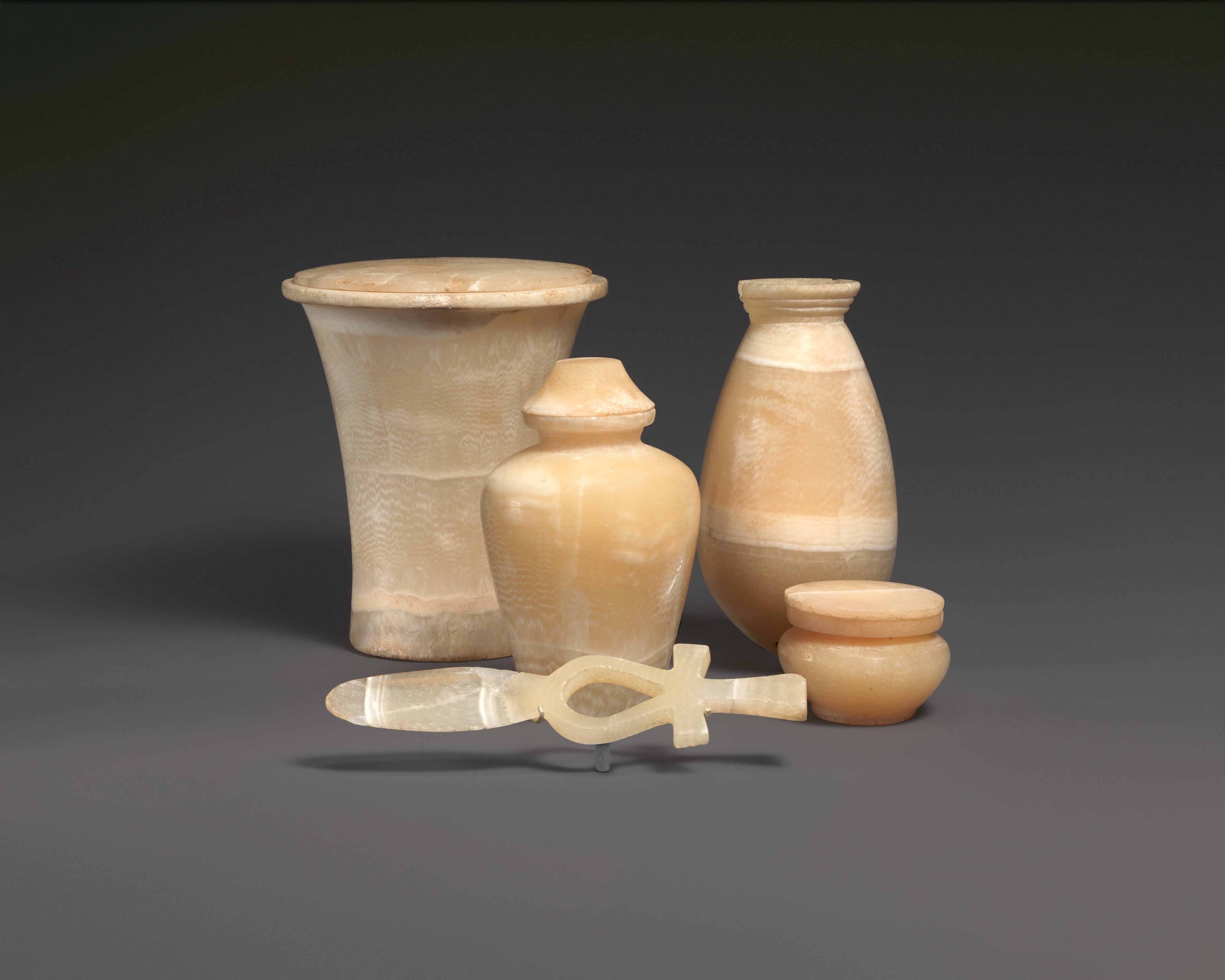
Vasijas de piedra de una tumba de Haraga.

Haraga (también el-Harageh o Harageh) es un pueblo de Egipto situado a la entrada del oasis del Fayum, cerca de El-Lahun, donde se han encontrado varias necrópolis del Antiguo Egipto.

## Necrópolis
En arqueología, Haraga es conocida principalmente por una serie de necrópolis que datan de varios periodos de la historia egipcia. Las tumbas pertenecen al período Nagada (c. 3500 a. C.), al Primer Período Intermedio (c. 2150 a. C.), al Reino Medio Tardío (c. 1800 a. C.), al Reino Nuevo y a otros periodos posteriores. Fueron excavadas en 1913 y 1914 por Reginald Engelbach.

## Descubrimientos

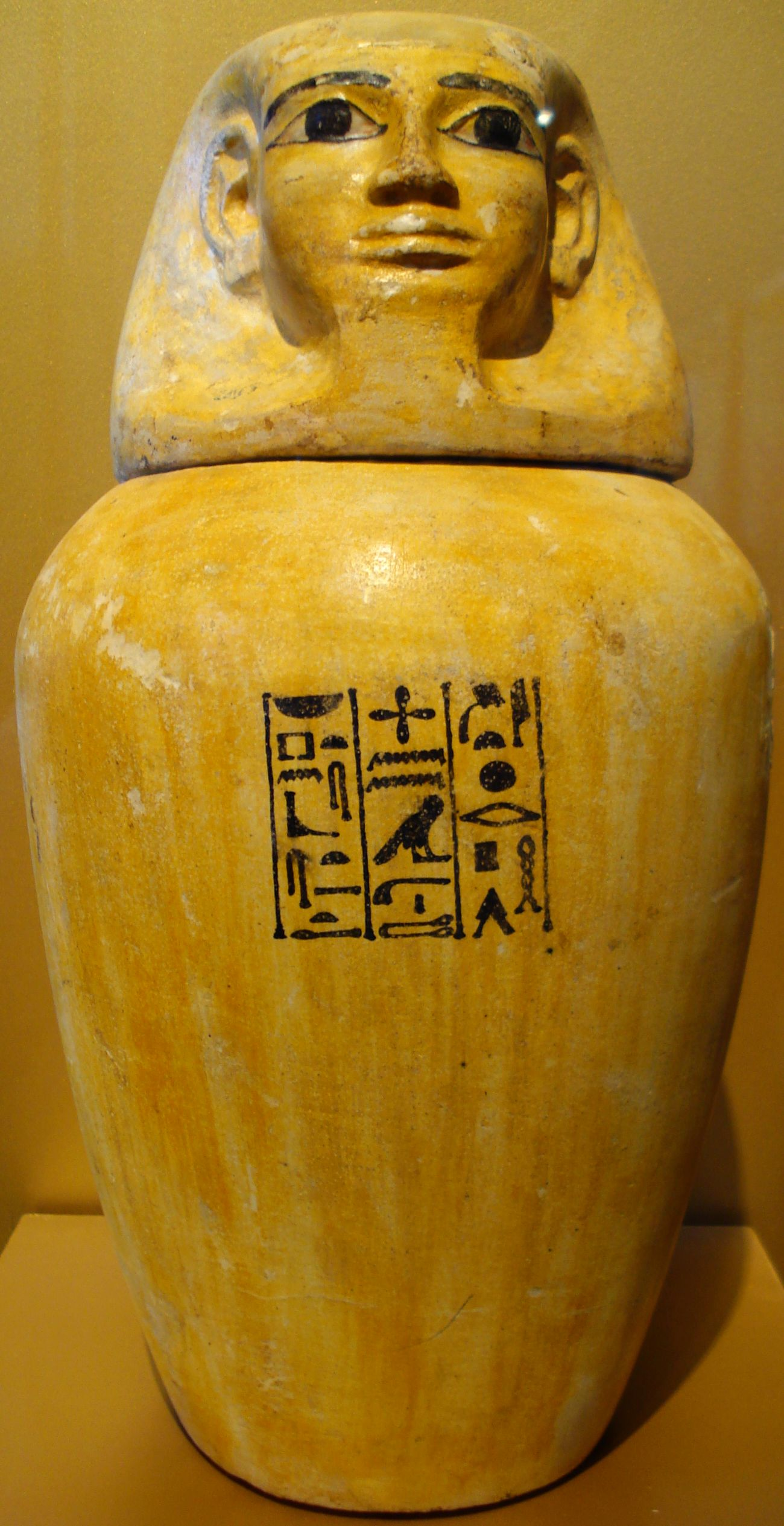
Jarro canopo de Senebtisi, encontrado en Haraga.

Los cementerios del Reino Medio están considerados como los mejor excavados y publicados de la época. En la mayoría de los casos, los difuntos descansaban en tumbas de pozo con cámaras funerarias subterráneas, mientras que las superestructuras han desaparecido.
Sobre todo los enterramientos de finales del Reino Medio pertenecían a gente adinerada. Es posible que los habitantes de El-Lahun fueran enterrados aquí. Engelbach encontró estelas, entre ellas la única que se conoce dedicada al dios Hedyhotep, ataúdes con inscripciones, cajas y vasos canopos y muchas estatuas. También se descubrieron aquí depósitos de fragmentos de cerámica de Kamarés de la dinastía XII y algunas estelas coptas. 
Se descubrieron algunos fragmentos de papiro, entre ellos uno que narraba la Historia de Sinuhé.